# Tipula charpalex
Tipula charpalex är en tvåvingeart som beskrevs av George W. Byers och Arnaud 2001. Tipula charpalex ingår i släktet Tipula och familjen storharkrankar. Inga underarter finns listade i Catalogue of Life.